# Joachim Büchner
Joachim Büchner, född 8 april 1905 i Altenburg i Thüringen, död 22 februari 1978 i Leverkusen i Nordrhein-Westfalen, var en tysk friidrottare.
Büchner blev olympisk bronsmedaljör på 400 meter vid sommarspelen 1928 i Amsterdam.